# Bakırköy
Bakırköy, antigament Makriköy i coneguda com a Hèbdomon en el període romà d'Orient, és una municipalitat urbana d'Istanbul, la maior ciutat de Turquia, i també constitueix un districte de la província d'Istanbul. Podria ser la ubicació d'Àretes, un complex d'edificis de l'època romana d'Orient.

## Divisió administrativa
Bakırköy està dividida al seu torn en mahalleler que són les segúents:
- Ataköy 1. Mahalle
- Ataköy 2-5-6. Mahalle
- Ataköy 3-4-11. Mahalle
- Ataköy 7-8-9-10. Mahalle
- Basınköy
- Cevizlik
- Kartaltepe
- Osmaniye
- Sakızağacı
- Şenlikköy
- Yenimahalle
- Yeşilköy
- Yeşilyurt
- Zeytinlik
- Zuhuratbaba

## Districte modern d'Istanbul
És seu, al mateix temps, de l'equip de futbol Bakırköyspor.